# Пограничное (Багратионовский район)
Пограничное — посёлок в Багратионовском городском округе Калининградской области. До 2017 года входил в состав Долгоруковского сельского поселения.

## География
Пограничное находится на юге Калининградской области в 13 км к западо-северо-западу от города Багратионовск. В 2,8 км к югу от посёлка проходит российско-польская граница.

## История
Населённый пункт относится к исторической области древней Пруссии именем Вармия.
До прихода рыцарей Тевтонского ордена на месте современного посёлка Пограничного находилось прусское поселение Авсайнен (Авзейнен, Осайнен).
В результате вторжения поляков в 1414 году и во время Войны сословий 1454—1466 годов Авсайнен был разорён.
Во время Рыцарского восстания 1520 года Авсайнен и соседние деревни были полностью разрушены и почти на 40 лет прекратили своё существование.
29 марта 1559 года бывший Авсайнен был восстановлен под именем Хуссенен.
В 1946 году Хуссенен был переименован в Пограничное.

## Население
| 2002 | 2010 |
| ---- | ---- |
| 602  | ↘71  |